# Oliver Twist (1933)
Oliver Twist ist ein US-amerikanischer Spielfilm aus dem Jahre 1933. Der Film entstand nach dem Roman Oliver Twist von Charles Dickens.

## Handlung
Diese Version von Oliver Twist beginnt mit Olivers sterbender Mutter. Das Kind liegt in der Wiege und die Mutter lässt sich das Baby ein letztes Mal in den Arm legen und stirbt. Nach dem Tod der Mutter wird Oliver in ein Waisenhaus gebracht. Jahre später wird Oliver zur Arbeit bei den Sowerberrys geschickt. Er bricht dort aus und läuft sieben Tage lang nach London. Dort macht er auf der Straße die Bekanntschaft von The Artful Dodger, der ihn zu Fagins Bande bringt. Er bekommt dort Essen, schläft jedoch beim ersten Mahl völlig übermüdet bei Tische ein. Der Junge fühlt sich schnell heimisch. Zum ersten Mal kümmern sich Menschen um ihn. Fagin führt ihn in die Kunst des Taschendiebstahls ein. Für Oliver ist es ein lustiges Spiel. Beim ersten Diebstahlszug mit der Bande durch die Stadt wird Oliver von Mr. Brownlow erwischt. Der nette Herr nimmt ihn jedoch mit zu sich nach Haus, wo er sich sofort wohl fühlt. Mr. Brownlow und seine Nichte Rose Maylie kümmern sich rührend um ihn und Mr. Brownlow erkennt in Oliver die Ähnlichkeit zu Roses verstorbener Cousine. Als Brownlow Oliver vertrauensvoll mit Büchern und viel Geld zum Buchhändler schickt, trifft Nancy Sikes ihn auf der Straße und bringt ihn zurück zu Fagin. Doch Nancy hat Mitleid mit dem Jungen und bringt Bücher und Geld zurück zu Rose und erzählt der Nichte von Mr. Brownlow vom Verbleib des Jungen. 
Bill Sikes und Fagin benutzen Oliver nun, um ins Haus von Mr. Brownlow einzubrechen. Beim Einbruch wird Oliver angeschossen und bleibt zurück bei Brownlow und Rose. Sikes und Fagin planen nun Oliver umzubringen. Nancy verrät dies Rose und Mr. Brownlow, wird jedoch von Artful Dodger belauscht, der dies Fagin verrät. Sikes erschlägt daraufhin Nancy und wird nun als Mörder gesucht. In Fagins Unterschlupf wird er aufgespürt und erhängt sich aus Angst vor dem Mob. Die Bande landet im Gefängnis. Mr. Brownlow besucht dort Fagin ein letztes Mal; kurz vor dessen Hinrichtung. Oliver darf nun für immer bei Mr. Brownlow bleiben.

## Hintergrund
Die Verfilmung von Oliver Twist aus dem Jahre 1933 war die erste Tonverfilmung des Romans und der Beginn einer Serie von Dickens-Verfilmungen Hollywoods in den 1930er Jahren.